# Kanal Vіnets
Kanal Vinets (belarusiska: Канал Вінец) är en kanal i Belarus.   Den ligger i voblasten Brests voblast, i den västra delen av landet, 250 km sydväst om huvudstaden Minsk.
Omgivningarna runt Kanal Vіnets är en mosaik av jordbruksmark och naturlig växtlighet. Runt Kanal Vіnets är det ganska glesbefolkat, med 23 invånare per kvadratkilometer.